# Santissimo Crocifisso alla Stazione Termini
Santissimo Crocifisso alla Stazione Termini ou Igreja do Santíssimo Crucifixo na Estação Termini é uma igreja de Roma, Itália, localizada no rione Esquilino, localizada dentro da Estação Termini. É dedicada ao Santíssimo Crucifixo e uma igreja subsidiária da paróquia de Sacro Cuore di Gesù a Castro Pretorio.
A nova estação de trem foi construída em 1950 sobre uma outra, mais antiga, do século XIX, que seria reconstruída para a Exposição Mundial de 1942, que jamais ocorreu por causa da Segunda Guerra Mundial. Como parte das obras, uma capela foi construída na plataforma 22 (binario) e aberta em 11 de agosto de 1952, depois transferida para o andar de baixo, subterrâneo, em 1955.
Em 1985, a capela foi transformada em igreja e ganhou um padre próprio (chiesa rettoria) por causa do reconhecimento do importante papel pastoral realizado ali entre o grande número de trabalhadores que circulam pelo local diariamente — sem contar ainda os imigrantes ou mendigos que utilizam a estação como abrigo.
Como parte das reformas nos edifícios da estação no final do século XX, a igreja foi reconstruída e reconsagrada 1999.
Esta igreja não apresenta uma identidade cultural e não abriga nenhuma obra de arte excepcional.